# IWL Pitty
Der Pitty ist ein Motorroller-Modell, das in der DDR hergestellt wurde. Er wurde vom Februar 1955 bis April 1956 als erster Motorroller im VEB Industriewerke Ludwigsfelde gebaut. Der zweisitzige Roller hat einen aus der IFA RT 125/1 stammenden gebläsegekühlten 123-cm³-Motor (RT 125/1 M) mit 5 PS. Die Höchstgeschwindigkeit liegt bei 65 km/h. Das Modell wurde bis 1956 11.293-mal gebaut. Sein Nachfolger ist das Modell Wiesel.

## Geschichte
Anfang der 1950er-Jahre gab es einen ersten Roller-Boom, der mit den erfolgreichen Modellen von Piaggio begann. Nachdem auch in der Bundesrepublik Deutschland einige Hersteller sich diesem Trend angeschlossen hatten, wurde in der DDR die Nachfrage nach einem Motorroller ebenfalls laut. In der zentral gelenkten Wirtschaft erschien es zunächst jedoch schwer, eine geeignete Konstruktion für die Serienfertigung auszuwählen.
Bereits ab 1950 befasste sich der Kfz-Handwerksmeister August Falz mit dem Bau von Motorroller-Versuchswagen, die er Falzo nannte. Seine Roller zeigten interessante konstruktive Details wie einen Handhebel zum Anlassen des Motors anstatt eines Kickstarters. Einer seiner Falzo-Typen wurde auf der Leipziger Messe präsentiert und vermutlich auch in kleinerem Umfang produziert. Warum es nicht zur Fertigung in Großserie kam, ist nicht bekannt. Man bevorzugte den Konstrukteur Max Freihoff, der als Gründer der ersten PGH des Metallhandwerkes in der Gunst der Staatsführung stand. Die geplante Serienfertigung seines Rollers Hexe scheiterte jedoch an konzeptionellen Mängeln wie der Knickfederung, einer Konstruktion, die zwar komfortabel war, den Roller bei Belastung aber in der Mitte einknicken ließ. Daraufhin wurde ein Kollektiv von Ingenieuren und Facharbeitern zusammengestellt, das binnen 81 Tagen ein Versuchsfahrzeug zu präsentieren hatte. Das Ergebnis war Ende 1953 der Pitty. Die für Sommer 1954 angekündigte Serienfertigung verzögerte sich bis Februar 1955. Inzwischen baute August Falz bereits den modernen Roller Sibylle, doch auch diese fortschrittliche Konstruktion wurde nicht in Serie übergeführt. Auf der Leipziger Messe war der Pitty erstmals im Frühjahr 1955 zu sehen.

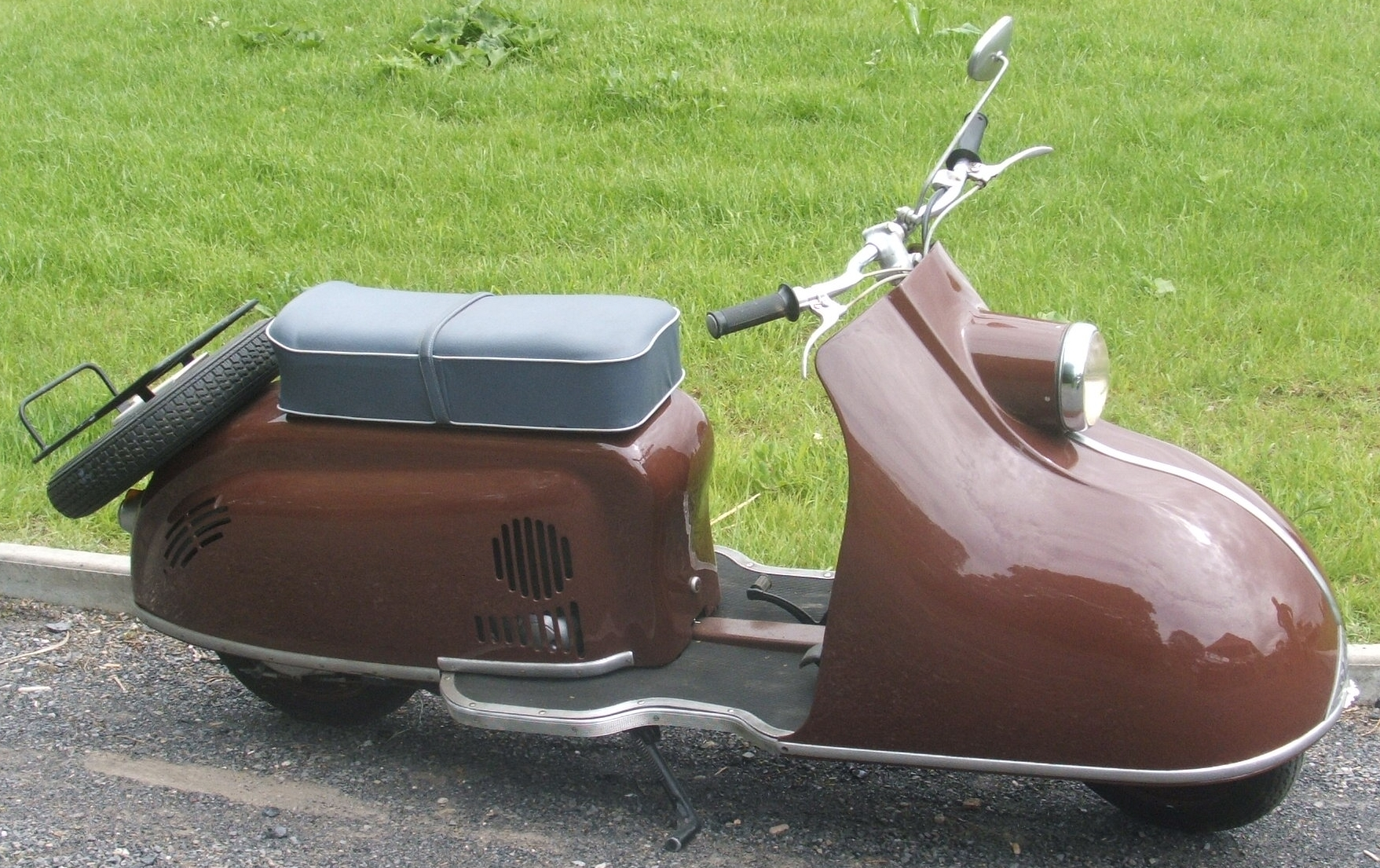
Pitty in restauriertem Zustand

## Technik
Rückgrat des Pitty ist ein Stahlrohrrahmen. Hinterrad und Motor sitzen fest an der Hinterradschwinge (Triebsatzschwinge), wobei sich der Drehpunkt vor dem Motor befindet und die Schwinge entsprechend lang ist. Zusammen mit Schraubenfedern und separaten Stoßdämpfern (kein Federbein) ist somit eine relativ weiche Hinterradfederung möglich. Als Antrieb wurde das Aggregat der RT 125 mit 123 cm³ Hubraum und 3-Gang-Getriebe verwendet und um ein Gebläse ergänzt, das etwa 0,2 PS Leistung kostet. Als Maximalleistung stehen im Pitty 5 PS bei 5100/min zur Verfügung. Die 6V-Zündanlage ist als Batteriezündung ausgebildet. Das Fahrzeuggewicht beträgt 140 kg.

## Fahreigenschaften
Das recht hohe Leistungsgewicht von 37 kg/kW in Verbindung mit dem 3-Gang-Getriebe bewirkte, dass des Öfteren ungenügende Fahrleistungen bemängelt wurden. Der Kraftstoffbehälter fasste 8 Liter, sodass sich bei einem durchschnittlichen Verbrauch von 3,5 l/100 km eine etwas knapp bemessene Reichweite von nur 228 km ergab. Die Federung war recht weich ausgelegt. Zwischen 45 und 50 km/h traten starke Vibrationen auf. Die gefällige Verkleidung war aufwendig herzustellen und erforderte große Mengen der schwer zu beschaffenden Tiefziehbleche. Ferner traten Rissbildungen im Heckbereich der Verkleidung auf.